# 11495 Фукунаґа
11495 Фукунаґа (11495 Fukunaga) — астероїд головного поясу, відкритий 3 грудня 1988 року.
Тіссеранів параметр щодо Юпітера — 3,479.